# 世界こどものうた 〜大きな古時計〜
『世界こどものうた 〜大きな古時計〜』（せかいこどものうた おおきなふるどけい）は、キングレコードから発売された童謡のコンピレーション・アルバム。2003年7月2日発売。

## 概要
外国で生まれた童謡を、全曲日本語の歌詞で収録したCD。

## 収録曲
- 1.大きな古時計
  - 歌：ひまわりキッズ
- 2.五ひきの子ぶたとチャールストン
  - 歌：森みゆき
- 3.線路はつづくよどこまでも
  - 歌：ひばり児童合唱団
- 4.アルプス一万尺
  - 歌：ザ・ブレッスン・フォー、タンポポ児童合唱団
- 5.メリーさんの羊
  - 歌：岡崎裕美
- 6.静かな湖畔
  - 歌：荒川少年少女合唱隊
- 7.クヮイカイマニマニ
  - 歌：杉並児童合唱団
- 8.調子をそろえてクリッククリッククリック
  - 歌：斉藤伸子、タンポポ児童合唱団
- 9.一週間
  - 歌：ボニージャックス
- 10.トロイカ
  - 歌：ザ・ブレッスン・フォー
- 11.気のいいあひる
  - 歌：タンポポ児童合唱団
- 12.森へ行きましょう
  - 歌：皆川おさむ、ひばり児童合唱団
- 13.トットトコ
  - 歌：春口雅子、タンポポ児童合唱団
- 14.山の音楽家
  - 歌：タンポポ児童合唱団
- 15.ドナドナ
  - 歌：NHK東京放送児童合唱団
- 16.サラスポンダ
  - 歌：荒川少年少女合唱隊
- 17.ドミニク
  - 歌：ペギー葉山
- 18.おおブレネリ
  - 歌：NHK東京放送児童合唱団
- 19.ホルディリディア
  - 歌：東京少年合唱隊
- 20.アビニヨンの橋で
  - 歌：タンポポ児童合唱団
- 21.一日の終り
  - 歌：ザ・ブレッスン・フォー、タンポポ児童合唱団
- 22.ミッシェルおばさん
  - 歌：タンポポ児童合唱団
- 23.クラリネットをこわしちゃった
  - 歌：杉並児童合唱団
- 24.キラキラ星
  - 歌：タンポポ児童合唱団
- 25.トレロカモミロ
  - 歌：岡崎裕美、タンポポ児童合唱団
- 26.44ひきのねこ
  - 歌：塩野雅子、荒川少年少女合唱隊
- 27.フニクリフニクラ
  - 歌：ザ・ブレッスン・フォー
- 28.マヌエロ
  - 歌：杉並児童合唱団
- 29.ロンドン橋
  - 歌：天地総子
- 30.グリーングリーン
  - 歌：ザ・ブレッスン・フォー、荒川少年少女合唱隊